# Marie-Catherine de Villedieu
Marie-Catherine Desjardins, dite Madame de Villedieu, née vers 1640 à Alençon, ou plus vraisemblablement à La Rochelle, ainsi que l'ont montré de récents travaux , et morte au manoir de Clinchemore à Saint-Rémy-du-Val, le 20 octobre 1683, est une poétesse, dramaturge et romancière française.

## Biographie
Marie-Catherine Desjardins est issue de la petite noblesse terrienne. Fille d’un couple au service d’une famille illustre, les Rohan-Montbazon, elle ne gardera de son père aventureux, Guillaume Desjardins, qu’un souvenir de violentes chicanes. Ses parents se séparent alors qu’elle est encore très jeune, ce qui lui donne une indépendance et une liberté assez rares pour l’époque : installée dans le Paris de l’après-Fronde, Tallemant des Réaux dit d’elle qu’elle y « vit sous sa bonne foy ». Là, elle compense rapidement son manque de naissance et de richesse, mais aussi sa laideur, par l’exercice de son esprit, lequel, de son propre aveu, est brillant ; elle le prouve notamment à travers les premières poésies qu’elle compose, mais aussi ses portraits. On l’admire dans les salons parisiens, où elle s’acquiert de solides protections (Anne-Marie-Louise d'Orléans, Marie de Nemours, le duc de Saint-Aignan, Hugues de Lionne…).
L’année de ses dix-huit ans, Marie-Catherine fait la rencontre décisive de son existence en la personne d'Antoine II de Boësset (1635-1667), fils d’Antoine de Boësset, sieur de Villedieu, surintendant de la musique de la Chambre et frère puiné de Jean-Baptiste Boësset (1614-1685) qui succède à leur père à la musique de la Chambre. Commence une liaison tumultueuse célébrée par l’écrivaine dans un sonnet intitulé Jouissance et jugé scandaleusement libertin : « Je meurs entre les bras de mon fidèle amant, / Et c'est dans cette mort que je trouve la vie. » 
Après une promesse solennelle de mariage signée en Provence, devant prêtre et notaire, le 21 juin 1664, survient la rupture définitive en 1667. Au cours du « tragique été » de la même année, Marie-Catherine Desjardins voit son amant mourir au siège de Lille et sa correspondance amoureuse publiée prétendument sans son consentement par le libraire-éditeur Claude Barbin. C’est forte de cette seule promesse que Marie-Catherine put se faire appeler « de Villedieu » et se faire officiellement considérer, avec l’approbation de sa belle-famille, comme sa veuve.
Marie-Catherine Desjardins donna trois pièces à la scène: la tragi-comédie Manlius, jouée avec succès par les comédiens de l’hôtel de Bourgogne en 1662 et qui suscita une querelle entre Donneau de Visé et l’abbé d’Aubignac concernant l’authenticité historique de la pièce ; la tragédie Nitétis, jouée le 27 avril 1663 ; et la tragi-comédie Le Favori, créée le 25 avril 1665 par la Troupe de Monsieur sur la scène du Palais-Royal, puis donnée à Versailles le soir du 13 juin suivant devant la famille royale et ses invités. Cette dernière s'intitulait au départ La Coquette, ou le Favory. Lors de sa représentation à Versailles, Molière écrivit un prologue aujourd'hui perdu, mettant en scène parmi le public une marquise et un marquis ridicule. Les intermèdes musicaux furent signés par Lully et les décors par Vigarani. Malgré le bon accueil de cette pièce, qu'elle dédia au ministre Hugues de Lionne, Marie-Catherine Desjardins délaissa ensuite son activité de dramaturge pour se tourner résolument vers l’écriture romanesque.
Les succès s’enchaînent au prix d’un intense labeur : de 1669 à 1675, pressée par de sérieuses difficultés financières, la romancière ne cesse d’écrire et de publier. Avec ses Mémoires de la vie de Henriette-Sylvie de Molière, parues en 1671, elle invente le genre littéraire du roman-mémoires. Les célèbres Désordres de l’amour (1675) marquent son retrait officiel de la scène littéraire. Un an plus tard, Louis XIV devait enfin lui accorder la pension royale tant sollicitée ; encore sera-t-elle bien mince : 600 livres.
En 1677, « Madame de Villedieu » épouse Claude-Nicolas de Chaste, chevalier, sieur de Chalon. Union éphémère, puisque l’officier mourra deux ans plus tard, non sans avoir permis à Marie-Catherine de devenir mère pour la première fois, à l’âge de trente-huit ans. Retirée dans la demeure familiale, à Clinchemore, auprès de sa mère et de ses frère et sœur (François et Aimée), Mme de Chaste y meurt en 1683. C’est là que Claude Barbin s’empare des dernières productions de l’écrivaine (Le Portrait des faiblesses humaines, posth. 1685 ; Les Annales galantes de Grèce, posth. 1687).
Le succès littéraire de Marie-Catherine de Villedieu explique les nombreuses fausses attributions dont elle fit l’objet dès le XVIIe siècle, ainsi que la rumeur selon laquelle elle aurait été admise à l’Académie des Ricovrati de Padoue.

## Jugements
- Tallemant des Réaux : « C’est une personne qui, toute petite, a eu beaucoup de feu ; elle parlait sans cesse. Voiture, qui logeait en même logis que la mère, prédit que cette petite fille aurait beaucoup d’esprit, mais qu’elle serait folle. [...] Elle a une facilité étrange à produire ; les choses ne lui coûtent rien, et quelquefois elle rencontre heureusement. Tous les gens emportés y ont donné tête baissée, et d’abord ils l’ont mise au-dessus de Mlle de Scudéry et de tout le reste de femelles[10]. »
- Voltaire : « Elle a fait perdre le goût des longs romans. »

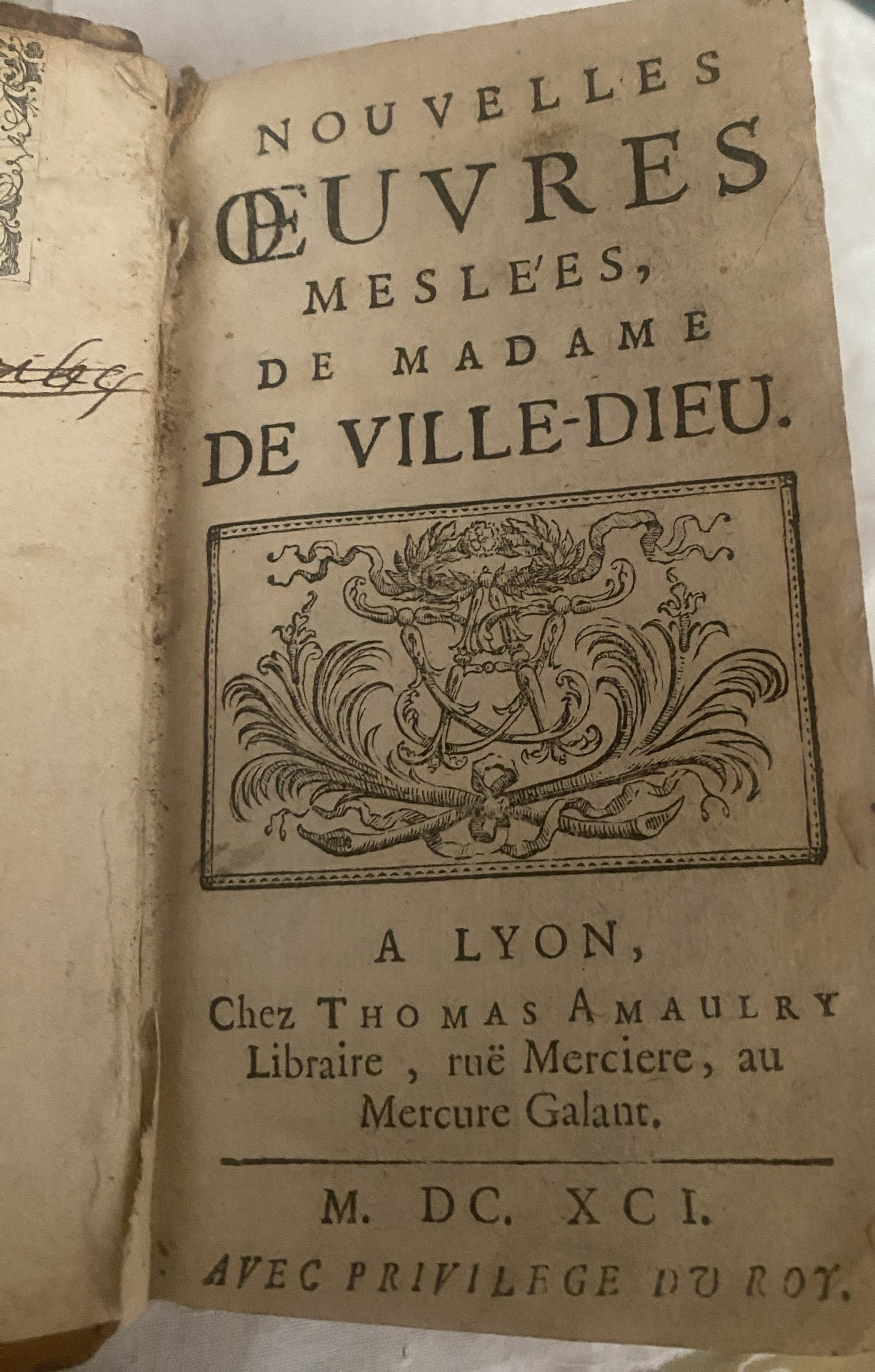
Oeuvres de MMe de Ville-Dieu

.

## Œuvres & œuvres en ligne
- Œuvres et éditions en ligne
- Alcidamie (1661)
- Les Amours des Grands Hommes (1671)
- Anaxandre. Nouvelle (1667) lire en ligne sur Gallica
- Les Annales galantes (1670)
- Les Annales galantes de Grèce (1687)
- Carmente, histoire grecque (1668)
- Cléonice ou le Roman galant. Nouvelle (1669)
- Description d'une des fêtes que le roi a faites à Versailles (1665), dans Nouveau recueil de quelques pièces galantes, Paris, Barbin (1669)
- Les Désordres de l’amour (1675)
- Les Exilés (1672-1673)
- Fables ou Histoires allégoriques dédiées au roy, Claude Barbin, Paris (1670) lire en ligne sur Gallica
- Le Favori, tragi-comédie, [s.n.], Paris, Amsterdam (1666) ; 1re édition, Paris, Louis Billaine ou Thomas Jolly ou Guillaume de Luyne ou Gabriel Quinet (1665)
- Les Galanteries grenadines (1672-1673)
- Le Journal amoureux (1669-1671)[11]
- Lettres et billets galants (1667)
- Lisandre. Nouvelle (1663)
- Manlius Torquatus, tragi-comédie, [s.n.], Paris (1662)
- Mémoires de la vie de Henriette-Sylvie de Molière (1672-1674)
- Mémoires du Sérail sous Amurat second (1670)
- Nitétis, tragédie, 1663
- Nouveau recueil de pièces galantes (1669)
- Les Nouvelles africaines (1673)
- Le Portefeuille (1674)
- Portrait des faiblesses humaines, Henry Desbordes, Amsterdam (1686) ; 1re édition, Paris, Claude Barbin (1685)
- Récit en prose et en vers de la farce des Précieuses (1660)
- Recueil de poésies, Claude Barbin, Paris (1662)
- Recueil de quelques lettres et relations galantes (1668)

## Représentations
- Le Favori, mise en scène par Aurore Évain, compagnie La Subversive,  pièce recréée, 350 ans après que Molière l’a créée au théâtre du Palais-Royal ; à Guyancourt, la Ferme du Bel Ébat les 5 mai et 6 mai 2015 (reprise le 12 oct. 2018), à Paris le 13 mai 2015, au Théâtre Confluences, le 18 mai 2015 à l'Université de New York à Paris, et les 27 et 28 mai 2015 au Théâtre Eurydice de Plaisir ; le 26 mai 2016, au Festival Jean de La Fontaine à Château-Thierry ; le 16 juin 2016, au Festival La Tour Passagère, à Lyon ; le 27 juillet au Festival International de Théâtre Classique d'Almagro, en Espagne ; du 20 au 22 avril 2017, au Théâtre Municipal Berthelot de Montreuil ; en septembre 2017 au Théâtre des Îlets-CDN de Montluçon / Théâtre Gabrielle Robinne ; du 9 au 19 mai 2019, à la Cartoucherie, Théâtre de l'Epée de bois (Paris).  Les intermèdes de Jean-Baptiste Lully ont été remplacés par des musiques d’Elisabeth Jacquet de la Guerre, de Barbara Strozzi, d'Antonia Bembo et de Mlle Bataille, interprétées par un ensemble de musique ancienne, Les Mouvements de l'âme, dont la chanteuse soprano Amal Allaoui. Cette tragi-comédie a été écrite en 1665, soit à l’apogée du français classique qu’on situe entre 1660 et 1680.  C’est pourquoi les spectateurs de la pièce ont l'impression d'entrer d’emblée sans jamais l’avoir entendue en terrain connu, pour la pureté du style. Mais si Racine ou Molière n'osent pas en général convoquer un personnage de roi qui leur soit contemporain, l’originalité voire la hardiesse de Mme de Villedieu est d’offrir ici le monarque sur scène : Isabelle Gomez, comédienne travestie, incarne le roi de Barcelone.